# Семмі Бейрд
Семмі Бейрд (англ. Sammy Baird, нар. 13 травня 1930, Денні — пом. 21 квітня 2010, Бангор) — шотландський футболіст, що грав на позиціях лівого півзахисника і нападника. По завершенні ігрової кар'єри — тренер.
Виступав, зокрема, за клуби «Клайд», «Рейнджерс» та «Гіберніан», а також національну збірну Шотландії.

## Клубна кар'єра
У дорослому футболі дебютував 1949 року виступами за команду клубу «Клайд», в якій провів п'ять сезонів, взявши участь у 90 матчах чемпіонату. 
Протягом 1954—1955 років захищав кольори команди клубу «Престон Норт-Енд».
Своєю грою за останню команду привернув увагу представників тренерського штабу клубу «Рейнджерс», до складу якого приєднався 1955 року. Відіграв за команду з Глазго наступні п'ять сезонів своєї ігрової кар'єри. Більшість часу, проведеного у складі «Рейнджерс», був основним гравцем атакувальної ланки команди.
1960 року уклав контракт з клубом «Гіберніан», у складі якого провів наступні два роки своєї кар'єри гравця. 
Протягом 1962—1963 років захищав кольори команди клубу «Терд Ланарк».
Завершив професійну ігрову кар'єру у клубі «Стерлінг Альбіон», за команду якого виступав протягом 1963—1964 років.

## Виступи за збірну
1956 року дебютував в офіційних матчах у складі національної збірної Шотландії. Протягом кар'єри у національній команді, яка тривала усього 3 роки, провів у формі головної команди країни 7 матчів, забивши 2 голи.
У складі збірної був учасником чемпіонату світу 1958 року у Швеції, де вийшов на поле лише в останній грі групового етапу проти збірної Франції, в якій відзначився забитим голом, який, утім, не дозволив шотландцям уникнути поразки з рахунком 1:2. Після мундіалю у формі збірної більше не грав.

## Кар'єра тренера
Розпочав тренерську кар'єру, ще продовжуючи грати на полі, 1963 року, очоливши тренерський штаб клубу «Стерлінг Альбіон». Досвід тренерської роботи обмежився цим клубом, який він залишив 1966 року через незадовільні результати команди.
Помер 21 квітня 2010 року на 80-му році життя в північноірландському Бангорі.